# Karlskronagade
Karlskronagade er en gade i Århusgadekvarteret i Nordhavnen i København, der ligger mellem Trelleborggade og Sandkaj. Gaden er opkaldt efter den svenske havneby Karlskrona. Gaden blev etableret sammen med byggeriet omkring den i 2014-2016.

## Historie og bebyggelse
Gaden ligger ligesom resten af Århusgadekvarteret i et område, der indtil 2014 var en del af Københavns Frihavn med begrænset adgang for offentligheden. I denne del af området mellem Trelleborggade, dengang Redhavnsvej, og Sandkaj, lå der endnu lagerbygninger i 2012, men de blev efterfølgende fjernet. Bortset fra den i 1990'erne forsvundne Stålvej var der ingen veje på tværs her.
I forbindelse med kvarteret ophør som frihavn var det imidlertid blevet besluttet at omdanne det til en ny bydel med boliger og erhverv. Det medførte blandt andet anlæg af flere nye gader, heriblandt fire i denne del af området med nye boligblokke og karreer imellem. Københavns Kommunes Vejnavnenævnet ønskede at følge traditionen med at give gadenavne efter et bestemt tema, i dette tilfælde internationale havnebyer, hvilket for de fire gader her ville resultere i navnene Aberdeengade, Karlskronagade, Ystadgade og Bordeauxgade. Indstillingen blev godkendt på Teknik- og Miljøudvalgets møde 21 januar 2014 med virkning fra 1. marts 2014, hvor de nye gadenavne trådte i kraft. I praksis eksisterede gaderne dog knap nok i virkeligheden på det tidspunkt, men der blev sat gang i arbejdet med dem, alt imens det nye byggeri skød op omkring dem.
På den vestlige side af Karlskronagade opførte Stubkjær Invest en boligkarre tegnet af Mangor & Nagel Arkitektfirma i 2014-2016. På den østlige side opførte Terra Nova tilsvarende boligkarreen Havnekanten tegnet af Vilhelm Lauritzen Arkitekter i 2015-2016. Karreen er inspireret af kvarterets byggestil og karakteriseres af flere farver mursten og spring i etagehøjden. Som navnet Havnekanten antyder ligger de to karreer ud mod Sandkaj og Nordbassinet med udsigt til Marmormolen.